# أديداس كافوسا

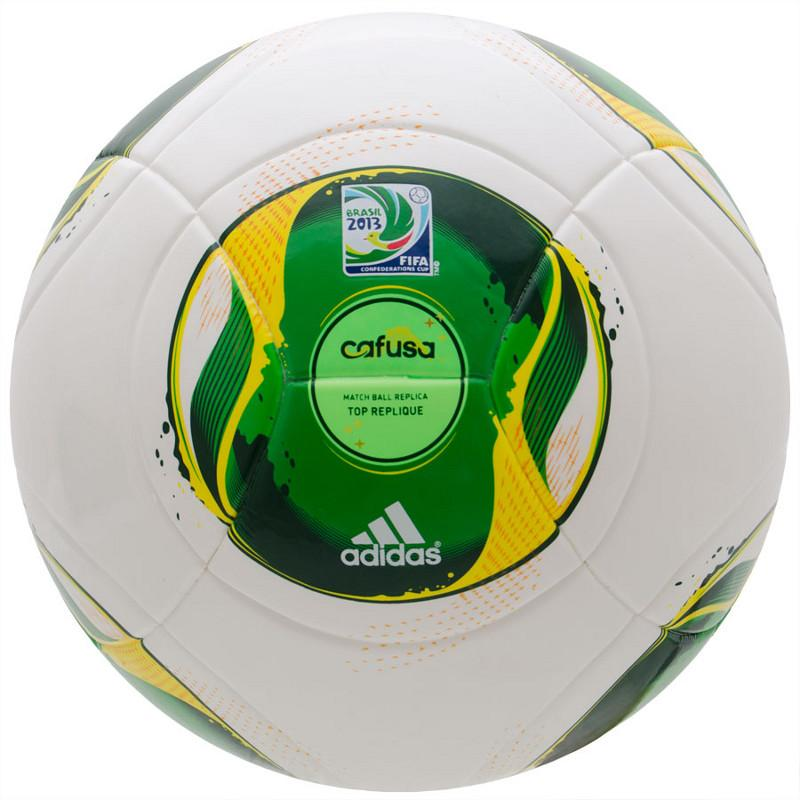
كرة أديداس كافوسا

أديداس كافوسا هي الكرة الرسمية لبطولة كأس القارات 2013. تم تقديم الكرة يوم 1 ديسمبر 2012 خلال حفل قرعة مجموعات النهائيات في ساوباولو، البرازيل، بحضور اللاعب كافو القائد السابق لمنتخب البرازيل لكرة القدم، لكن على الرغم انها الكرة الرسمية للبطولة لكن أول ظهور لها في ساحات المستديرة كان في كأس العالم للأندية 2012 في اليابان.
ويجمع اسم كافوسا Cafusa ثلاثة رموز من صلب الثقافة البرازيلية ـ المهرجانات وكرة القدم والسامبا. ومن خلال ألوانها الجذابة، تعكس الكرة الهوية الوطنية البرازيلية، مع تركيز على كوكبة صليب الجنوب التي تظهر في العلم البرازيلي. فهي لفظ منحوت مشتق من عدة كلمات:
- Ca أخذت من كلمة كرنفال Carnaval
- fu أخذت من كلمة كرة القدم Futebol
- sa أخذت من كلمة سامبا Samba